# Иванова, Лидия Михайловна
Лидия Михайловна Иванова (девичья фамилия Самсонова) (7 марта 1936, Москва — 6 ноября 2007, там же) — российская писательница, журналистка, актриса и телеведущая, кандидат педагогических наук, мастер спорта СССР по академической гребле, член сборной команды СССР.

## Биография
Лидия Михайловна Иванова (девичья фамилия Самсонова) родилась в Москве. После окончания школы получила образование по специальности чертёжник-конструктор и с 1954 года работала на автозаводе имени И. В. Сталина (ныне ЗИЛ). С 1955 года входила в состав сборной СССР по академической гребле, получила звание мастера спорта СССР.
С 1964 года она начала работать старшей пионервожатой в пионерском лагере «Звонкие горны» РТИ АН СССР, а в 1965 году поступила в Московский областной педагогический институт имени Н. К. Крупской, который окончила в 1970 году. В 1971 году Лидия Иванова поступила в аспирантуру, и в 1977 году защитила диссертацию на соискание степени кандидата педагогических наук по теме «Творческие комплексные игры как средство сплочения пионерского коллектива». После защиты диссертации она работала преподавателем кафедры педагогики и психологии Московского института инженеров сельскохозяйственного производства им. В. П. Горячкина. Впоследствии была назначена деканом факультета общественных профессий.
С 1981 года она занялась творческой деятельностью: ездила с лекциями по городам России.
С 3 мая 1994 по 28 марта 1995 года вела одно из первых российских ток-шоу «Тема» (по приглашению Влада Листьева).
В 1996 году она выступила моделью для полных женщин. Снялась в телефильме «Полнота жизни».
Лидия Иванова дважды была замужем. Первый муж — спортивный тренер Олег Михайлович Иванов, с которым она прожила 20 лет. Второй муж (Андрей Правин) был моложе её на 40 лет. В 2001 году он уехал в Амстердам и оттуда прислал документы о разводе. Дочь от первого брака — Марина Олеговна Парамонова, два внука.
В 2002 году Лидия Иванова приняла участие в ток-шоу «Окна» с Дмитрием Нагиевым, где залезла в пластмассовый бассейн с макаронами и исполнила песню «Люблю я макароны».
Лидия Михайловна скончалась в больнице, где проходила курс лечения сахарного диабета, которым страдала последние годы. Похоронена на 7-м участке Лианозовского кладбища в Москве.